# روبرت نيزبت (صحفي)
روبرت نيزبت (بالإنجليزية: Robert Nisbet)‏ هو صحفي بريطاني، ولد في 1968.